# Astragalus caraganae
Astragalus caraganae là một loài thực vật có hoa trong họ Đậu. Loài này được Hohen. miêu tả khoa học đầu tiên.